# Tropidophis pardalis
Tropidophis pardalis е вид влечуго от семейство Tropidophiidae.

## Разпространение
Видът е разпространен в Куба.